# Henry Paget, I conte di Uxbridge
Henry Paget, I conte di Uxbridge (Llanddaniel Fab, 18 giugno 1744 – Londra, 13 marzo 1812), è stato un nobile britannico.

## Biografia
Era il figlio di maggiore di sir Nicholas Bayly, II baronetto, e di sua moglie, Caroline Paget, figlia del generale di brigata Thomas Paget e una pronipote di William Paget, V barone Paget.
Successe al cugino come  barone Paget nel 1769. Nel 1782 successe al padre come III baronetto.

## Carriera
Divenne Lord luogotenente di Anglesey nel 1782. Il 19 maggio 1784 è stato creato  conte di Uxbridge, nella contea di Middlesex. È stato anche Lord luogotenente di Staffordshire (1801-1812), agente di Caernarfon Castle, Ranger della Foresta di Snowdon, sovrintendente di Bardney, e il vice ammiraglio del Galles del Nord.

## Matrimonio e discendenza
Sposò, l'11 aprile 1767, Jane Champagné (1742-9 marzo 1817), figlia di Arthur Champagné e Marianne Hamon. Ebbero dodici figli:
- Henry Paget, I marchese di Anglesey (17 maggio 1768-29 aprile 1854);
- Lord William Paget (1770-1795);
- Lord Arthur Paget (15 gennaio 1771-26 luglio 1840), sposò Lady Augusta Fane, ebbero sette figli;
- Lady Caroline Paget (1773-9 luglio 1847), sposò John Capel, ebbero dieci figli;
- Lord Edward Paget (3 novembre 1775-13 maggio 1849), sposò in prime nozze Frances Bagot ed ebbero un figlio, sposò in seconde nozze Lady Harriet Law ed ebbero quattro figli;
- Lady Jane Paget (1777-30 giugno 1842), sposò George Stewart, VIII conte di Galloway, ebbero quattro figli;
- Lord Charles Paget (7 ottobre 1778-27 gennaio 1839), sposò Elizabeth Araminta Monck, ebbero nove figli;
- Lord Berkeley Thomas Paget (2 gennaio 1780- 26 ottobre 1842), sposò Sophia Askell Bucknall, ebbero sette figli;
- Lady Louisa Paget (1781-23 gennaio 1842), sposò George Murray, ebbero una figlia;
- Lady Charlotte Paget (1781-26 gennaio 1817), sposò John Cole, II conte di Enniskillen, ebbero cinque figli;
- Lady Mary Paget (1783-29 aprile 1835), sposò Thomas Graves, barone di Gravesend, ebbero nove figli;
- Lord Brownlow Paget (1797).

## Morte
Morì il 13 marzo 1812, all'età di 67 anni.